# Wageningen Airstrip
Wageningen Airstrip is een landingsstrook bij Wageningen in het district Nickerie in Suriname.
Er zijn rond de tien maatschappijen die het vliegveld aandoen. Er zijn lijnvluchten naar Zorg en Hoop Airport in Paramaribo. 
De ondergrond van de landingsbaan is voor een deel van asfalt en van gras. De baan heeft een lengte van circa 950 meter.